# Musikåret 2016

## Händelser
- 20 januari: Slipknot uppträder på Scandinavium, Göteborg.[1]
- 3 februari: Suede uppträder på Cirkus, Stockholm.[2]
- 5 februari: Tame Impala uppträder på Annexet, Stockholm.[3]
- 3 mars: Ellie Goulding uppträder på Globen, Stockholm.[4]
- 14 mars: Låten "If I Were Sorry" framförd av Frans Jeppsson Walls vinner Melodifestivalen 2016.[5]
- 2 april: Mariah Carey uppträder på Globen, Stockholm.[6]
- 7 april: Mats Larsson Gothes tredje symfoni ...de Blanche et Marie... uruppförs i Stockholms konserthus av Kungliga Filharmoniska Orkestern under ledning av Benjamin Shwartz.
- 25 april: Dixie Chicks uppträder på Hovet, Stockholm.[7]
- 29 april: Adele uppträder på Tele2 Arena, Stockholm.[8]
- 14 maj: Låten "1944" framförd av Jamala vinner Eurovision Song Contest 2016 i Stockholm, Sverige.[9][10]
- 4 & 5 juni: Håkan Hellström uppträder på Ullevi, Göteborg.[11]
- 11 juni: Muse uppträder på Globen, Stockholm.[12]
- 17 juni: Iron Maiden uppträder på Ullevi, Göteborg.[13]
- 3 juli: Coldplay uppträder på Friends Arena, Stockholm.[14]
- 4 juli: Rihanna uppträder på Tele2 Arena, Stockholm.[15]
- 26 juli: Beyoncé spelar på Friends Arena, Stockholm. Konserten hyllas och får högsta betyg av både Aftonbladet[16] och Expressen[17].
- 29 september: Justin Bieber uppträder på Tele2 Arena, Stockholm.[18]
- 9 oktober: The Cure uppträder på Globen, Stockholm.[19]
- 20 oktober: Violinkonsert nr 2 av Anders Hillborg uruppförs i Stockholms konserthus av Kungliga Filharmoniska Orkestern under ledning av Sakari Oramo och med Lisa Batiashvili som solist.
- 17 december: Kent ger sin sista konsert då man spelar på Tele 2 Arena i Stockholm.[20]

## Priser och utmärkelser
- 16 januari: P3 Guld[21]
- 18 januari: Guldbaggegalan (Bästa originalmusik) - Lisa Holmqvist[22]
- 4 februari: Litteris et Artibus - Kerstin Avemo, Malin Byström, Anders Eljas, Nils Landgren, Magnus Landgren, Elin Rombo[23]
- 5 februari: Manifestgalan[24]
- 15 februari: Lars Gullin-priset – Jonas Kullhammar[25]
- 24 februari: Grammisgalan[26]
- 10 mars: Jussi Björlingstipendiet – Nina Stemme[27]
- 15 april: Olle Adolphson-stipendiet – Sångensemblen Amanda
- 2 maj: Olle Adolphsons minnespris – Monica Dominique[28]
- 3 maj: Birgit Nilsson-stipendiet – Henning von Schulman[29]
- 2 juni: Svenska Dagbladets operapris – Emma Vetter[30]
- 16 juni: Polarpriset – Max Martin och Cecilia Bartoli[31]
- 6 juli: Alice Babs Jazzstipendium – Mai Agan[32]
- 7 augusti: Cornelis Vreeswijk-stipendiet – Thorsten Flinck[33]
- 18 augusti: Evert Taube-stipendiet – CajsaStina Åkerström[34]
- 10 oktober: Monica Zetterlund-stipendiet – Claes Janson[35]
- 4 november: Norrbymedaljen – Florian Benfer
- 28 november: Kungliga Musikaliska Akademiens Interpretpris – Torleif Thedéen[36]
- 29 november: Medaljen för tonkonstens främjande – Anders Bondeman, Gullan Bornemark, Nils Landgren och Nina Stemme[37]
- 30 november: Jenny Lind-stipendiet - Karin Osbeck[38]
- 12 december: Thore Ehrling-stipendiet - Gunhild Carling[39]

## Årets album
Vänligen sortera soloartister på efternamn, musikgrupper på förstabokstaven (utan engelskans "The" och "A")

### #
- 1900 - Tekno[40]
- The 1975 - I Like It When You Sleep, for You Are So Beautiful yet So Unaware of It[41]

### A - G
- ABC – The Lexicon of Love II
- Amanda Bergman - Docks[42]
- Amason - California Airport Love
- Kristian Anttila - Rum 4 Avd.81[43]
- The Avalanches - Wildflower[44]
- Bazar Blå – Twenty[45]
- Beyoncé - Lemonade[46]
- Bob hund - Dödliga klassiker[47]
- Ulrika Bodén – Te berga blå[48]
- Bon Iver - 22, A Million[49]
- David Bowie – Blackstar[50]
- Basia Bulat – Good Advice[51]
- Broncho - Double Vanity[52]
- Canary Islands - Canary Islands II
- Cherrie - Sherihan[53]
- Childish Gambino - "Awaken, My Love!"[54]
- Leonard Cohen - You Want It Darker[55]
- The Culture In Memoriam - History's Dust[56]
- Die Antwoord - Mount Ninji and da Nice Time Kid[57]
- DIIV - Is the Is Are[58]
- Drake - Views[59]
- Bob Dylan - Fallen Angels[60]
- Ace Frehley – Origins, Vol. 1[61]
- Garmarna – 6[62]
- Ghost - Popestar
- Ariana Grande – Dangerous Woman[63]

### H - R
- Hurula - Vapen till dom hopplösa[64]
- Håkan Hellström - Du gamla du fria[65]
- Frida Hyvönen - Kvinnor och barn[66]
- Silvana Imam - Naturkraft[67]
- Irmelin – Swedish Folk Songs[68]
- Elton John - Wonderful Crazy Night[69]
- The Joy Formidable - Hitch
- Kent - Då som nu för alltid[70]
- Michael Kiwanuka - Love & Hate[71]
- Lady Gaga – Joanne[72]
- Laakso - Grateful Dead[73]
- Laleh - Kristaller[74]
- The Last Shadow Puppets - Everything You've Come to Expect[75]
- Little Jinder - Allting suger[76]
- Tove Lo - Lady Wood[77]
- Jonas Lundqvist - Vissa nätter[78]
- M.I.A. - AIM[79]
- Marin/Marin – Tiden
- Metallica - Hardwired... to Self-Destruct[80]
- Miike Snow - iii[81]
- The Monkees – Good Times!
- Graham Nash – This Path Tonight[82]
- Nick Cave & The Bad Seeds - Skeleton Tree[83]
- Lina Nyberg –  Aerials[84]
- Frank Ocean - Blonde[85]
- Pascal - Revy[86]
- Pet Shop Boys - Super[87]
- Petite Meller - Lil Empire[88]
- Iggy Pop - Post Pop Depression[89]
- Primal Scream - Chaosmosis[90]
- The Radio Dept. - Running out of Love[91]
- Radiohead – A Moon Shaped Pool[92]
- Rihanna – Anti[93]
- The Rolling Stones - Blue & Lonesome[94]
- Rome - The Hyperion Machine[95]

### S - Ö
- Shitkid - Shitkid EP
- Sia - This is Acting[96]
- Paul Simon – Stranger to Stranger[97]
- Sleigh Bells - Jessica Rabbit[98]
- Snail Mail - Habit
- Solange - A Seat At The Table[99]
- Mavis Staples - Livin' on a High Note[100]
- Gwen Stefani - This Is What the Truth Feels Like[101]
- The Strokes - Future Present Past[102]
- Suede - Night Thoughts[103]
- SUUNS - Hold/still
- Teddybears - Rock On[104]
- Underworld - Barbara Barbara, we face a shining future[105]
- Tonbruket – Forevergreens[106]
- Iiris Viljanen - Mercedes[107]
- Västerbron - Till vilket pris som helst[108]
- Freddie Wadling - Efter regnet[109]
- The Weeknd - Starboy[110]
- Kanye West - The Life of Pablo[111]
- Wild Nothing - Life of Pause[112]
- Lena Willemark – Blåferdi[113]
- Lucinda Williams – The Ghosts of Highway 20[114]
- Wolfmother - Victourios[115]

## Årets singlar och hitlåtar
- Albin & Mattias Andréasson – Rik
- Ariana Grande & Nicki Minaj - Side To Side
- AronChupa – Little Swing
- Beyoncé - Formation
- Boris René – Put Your Love On Me
- David Guetta feat. Sia – Bang My Head
- Drake - Hotline Bling
- Elle King – Exs & Oh
- Flo Rida – My House
- Frans – If I Were Sorry
- Frej Larsson & Joy - Mitt Team
- G-Eazy & Bebe Rexha – Me, Myself & I
- Hov1 – Kärleksbrev
- Håkan Hellström - Din tid kommer (Otto Knows remix)
- Jonas Blue feat. Dakota – Fast Car
- Jonas Lundqvist - Vissa nätter
- Kanye West - Famous
- Kent – Egoist
- Laleh - Bara få va mig själv
- Little Jinder - Super 8
- Luke Christopher – Lot to Learn
- Lady Gaga – Perfect Illusion[116]
- Lady Gaga – Million Reasons
- liv - Wings of Love
- Michael Kiwanuka - Cold Little Heart
- Mike Snow - Genghis Khan
- Otto Knows feat. Lindsey Stirling & Alex Aris – Dying for You
- Rihanna feat. Drake – Work
- Robin Bengtsson – Constellation Price
- Sia - Cheap Thrills
- Snail Mail - Thinning
- Solange - Cranes in the Sky
- The Chainsmokers feat. Rozes – Roses
- The Weeknd - Starboy
- Tinie Tempah feat. Zara Larsson – Girls Like
- Tove Lo - Cool Girl
- Tungevaag, Raaban & Charlie Who? – Russian Roulette
- Twenty One Pilots – Stressed Out

## Sverigetopplistan2016
| Datum                  | Låttitel                                         | Artist/grupp                              | Bakgrund                      |
| ---------------------- | ------------------------------------------------ | ----------------------------------------- | ----------------------------- |
| 12 februari 2016 (1v)  | Pillowtalk                                       | Zayn Malik                                | Storbritannien                |
| 19 februari 2016 (1v)  | Bada nakna                                       | Samir & Viktor                            | Sverige                       |
| 26 februari 2016 (1v)  | Faded                                            | Alan Walker                               | Norge ( Storbritannien)       |
| 4 mars 2016 (5v)       | If I Were Sorry                                  | Frans                                     | Sverige                       |
| 8 april 2016 (3v)      | Cheap Thrills                                    | Sia feat. Sean Paul                       | Australien Jamaica            |
| 29 april 2016 (3v)     | One Dance                                        | Drake feat WizKid & Kyla                  | Kanada Nigeria Storbritannien |
| 20 maj 2016 (4v)       | Can't Stop the Feeling!                          | Justin Timberlake                         | USA                           |
| 17 juni 2016 (6v)      | The Ocean                                        | Mike Perry feat. Shy Martin               | Sverige                       |
| 29 juli 2016 (6v)      | Cold Water                                       | Major Lazer feat. Justin Bieber           | USA Kanada                    |
| 9 september 2016 (1v)  | Ain´t My Fault                                   | Zara Larsson                              | Sverige                       |
| 16 september 2016 (3v) | Closer                                           | The Chainsmokers feat. Halsey             | USA                           |
| 7 oktober 2016 (3v)    | Starboy                                          | The Weeknd feat. Daft Punk                | Kanada Frankrike              |
| 28 oktober 2016 (4v)   | Say you Won´t Let Go                             | James Arthur                              | Storbritannien                |
| 25 november 2016 (4v)  | Call on me (Ryan Riback Remix)                   | Starley                                   | Australien                    |
| 23 december 2016 (1v)  | Rockabye                                         | Clean Bandit feat. Sean Paul & Anne-Marie | Storbritannien Jamaica        |
| 30 december 2016 (1v)  | I Don´t Wanna Live Forever (Fifty Shades Darker) | Zayn & Taylor Swift                       | Storbritannien USA            |

## Största singlar och hitlåtar i andra länder
| Land           | låt                                   | Artist                                                                     | Huvudtabell                             | Tid                                          |
| -------------- | ------------------------------------- | -------------------------------------------------------------------------- | --------------------------------------- | -------------------------------------------- |
| Australien     | "Closer"                              | The Chainsmokers featuring Halsey                                          | ARIA                                    | 15 augusti - 10 oktober (9v)                 |
| Österrike      | "Faded"                               | Alan Walker                                                                | Hitradio Ö3                             | 5 februari - 22 april (12 veckor)            |
| Belgien        | "Can't Stop the Feeling!"             | Justin Timberlake                                                          | Ultratop                                | 28 maj - 6 augusti (10v)                     |
| Danmark        | "Nede Mette"                          | Blak                                                                       | Tracklisten                             | 4 maj - 29 juni (9 veckor)                   |
| Finland        | "Hehkuu"                              | JVG                                                                        | Suomen virallinen lista                 | w.20 - w.25 (6 veckor)                       |
| Frankrike      | "Lost on You"                         | LP                                                                         | SNEP                                    | 1 - 29 december (5v)                         |
| Tyskland       | "Human"                               | Rag'n'Bone Man                                                             | GfK Entertainment                       | 3o sep - 9 dec (11v)                         |
| Irland         | "One Dance"                           | Drake featuring Wizkid and Kyla                                            | IRMA                                    | 19 maj - 21 juli (10 veckor)                 |
| Italien        | "Sofía"                               | Álvaro Soler                                                               | Federazione Industria Musicale Italiana | 27 maj - 15 juli (8 veckor)                  |
| Nederländerna  | "I Took a Pill in Ibiza" (SeeB remix) | Mike Posner                                                                | Dutch Top 40                            | 13 februari - 16 april (10 veckor)           |
| Norge          | "Faded"                               | Alan Walker                                                                | VG-Lista                                | 1 januari - 18 mars (12 veckor)              |
| Polen          | "Tamta dziewczyna"                    | Sylwia Grzeszczak                                                          | Polish Airplay Top 40                   | 2 juli - 6 augusti (6 veckor)                |
| Spanien        | "La Bicicleta"                        | Carlos Vives and Shakira                                                   | Productores de Música de España         | 21 juli - 13 oktober (13 veckor)             |
| Sverige        | "The Ocean" "Cold Water"              | Mike Perry featuring Shy Martin Major Lazer featuring Justin Bieber and MØ | Sverigetopplistan                       | 18 juni - 29 juli 29 juli - 9 september (6v) |
| Schweiz        | "Faded"                               | Alan Walker                                                                | Schweizer Hitparade                     | 14 februari - 1 maj (12 veckor)              |
| USA            | "Closer"                              | The Chainsmokers featuring Halsey                                          | Billboard Hot 100                       | 3 september - 19 november (12 veckor)        |
| Kanada         | "Closer"                              | The Chainsmokers featuring Halsey                                          | Canadian Hot 100                        | 10 september - 3 december (13 veckor)        |
| Slovenien      | "Srce za srce"                        | Alya                                                                       | SloTop50                                | 7 augusti - 18 september (7 veckor)          |
| Sydafrika      | "Work"                                | Rihanna featuring Drake                                                    | Entertainment Monitoring Africa         | 8 mars - 19 april (6 veckor)                 |
| Storbritannien | "One Dance"                           | Drake featuring Wizkid and Kyla                                            | Brittish Music Charts                   | 21 april - 16 augusti (15 veckor)            |

## Jazz
- Cherry Poppin' Daddies - The Boop-A-Doo
- Ches Smith - The Bell	Ches Smith	(ECM)
- Charles Lloyd & The Marvels - I Long To See You[117]

## Klassisk musik
- Wolfgang Rihm – Two Other Movements; Abkehr; Schattenstück[118]
- Hans Abrahamsen – Let me tell you[119]
- Spektral Quartet – Serious Business

## Avlidna

### Januari
- 3 januari – Paul Bley, 83, kanadensisk jazzpianist.[120]
- 5 januari – Pierre Boulez, 90, fransk dirigent och tonsättare.[121]
  - Nicholas Caldwell, 71, amerikansk sångare i The Whispers.[122]
- 7 januari – Kitty Kallen, 94, amerikansk sångare.[123]
- 8 januari
  - Otis Clay, amerikansk soulsångare.[124]
  - Red Simpson, 81, amerikansk countrysångare och låtskrivare.[125]
- 10 januari – David Bowie, 69, brittisk sångare, musiker, låtskrivare och skådespelare.[126]
- 16 januari - Jack Lidström, 84, svensk jazzmusiker.[127]
- 17 januari
  - Carina Jaarnek, 53, svensk sångare.[128]
  - Dale Griffin, 67, brittisk trummis i Mott the Hoople.[129]
- 18 januari – Glenn Frey, 67, amerikansk sångare, låtskrivare och gitarrist i Eagles.[130]
- 26 januari - Colin Vearncombe, 53, brittisk sångare och låtskrivare.[131]
- 28 januari
  - Paul Kantner, 74, amerikansk sångare och gitarrist i Jefferson Airplane.[132]
  - Signe Anderson, 74, amerikansk sångare i Jefferson Airplane.[133]
- 30 januari – Calle Wisborg, 46, svensk musikproducent.[134][135]

### Februari
- 2 februari – Arne Höglund, 84, svensk pastor och låtskrivare.[136]
- 3 februari – Maurice White, 74, amerikansk musiker, låtskrivare och producent i Earth, Wind & Fire.[137]
- 4 februari - Ulf Söderblom, 85, finsk dirigent.[138]
- 6 februari – Eddy Wally, 83, belgisk sångare.[139]
- 13 februari
  - Jack Dakin, brittisk trummis i Viola Beach.[140]
  - Kris Leonard, brittisk sångare och giarrist i Viola Beach.[140]
  - Tomas Lowe, brittisk basist i Viola Beach.[140]
  - River Reeves, brittisk gitarrist i Viola Beach.[140]
- 20 februari - Ove Verner Hansen, 85, dansk skådespelare och operasångare.[141]
- 22 februari - Sonny James, 87, amerikansk låtskrivare och countrysångare.[142]
- 24 februari - Lennie Baker, 69, amerikansk saxofonist och sångare i Sha Na Na.[143]
- 29 februari – Josefin Nilsson, 46, svensk skådespelare och sångerska i Ainbusk.[144]

### Mars
- 5 mars – Nikolaus Harnoncourt, 86, österrikisk dirigent och cellist.[145]
- 8 mars – George Martin, 90, brittisk skivproducent.[146]
- 9 mars – Naná Vasconcelos, 71, brasiliansk slagverkare, kompositör och sångare.[147]
- 10 mars – Keith Emerson, 71, brittisk rockmusiker och keyboardist i Emerson, Lake & Palmer.[148]
- 14 mars – Peter Maxwell Davies, 81, brittisk kompositör och dirigent.[149]
- 16 mars – Frank Sinatra, Jr., 72, amerikansk sångare.[150]
- 22 mars – Phife Dawg, 45, amerikansk rappare (A Tribe Called Quest).[151][152]
- 26 mars - David Baker, 84, amerikansk kompositör.[153]

### April
- 2 april - Gato Barbieri, 83, argentinsk saxofonist.[154]
- 6 april
  - Dennis Davis, 64, amerikansk trummis.[155]
  - Merle Haggard, 79, amerikansk countryartist.[156]
- 11 april – Emile Ford, 78, brittisk schlagerartist.[157]
- 21 april
  - Lonnie Mack, 74, amerikansk rock- och bluesgitarrist.[158]
  - Prince, 57, amerikansk artist.[159]
- 24 april
  - Billy Paul, 81, amerikansk soul- och R&B-sångare.[160]
  - Papa Wemba, 66, kongolesisk soukousmusiker och sångare.[161]
- 25 april – Wolfgang Rohde, 66, tysk trummis.[162]

### Maj
- 1 maj - Sydney Onayemi, 78, nigeriansk-svensk DJ.[163]
- 3 maj – Jadranka Stojaković, 65, bosnisk sångerska, gitarrist och låtskrivare.[164]

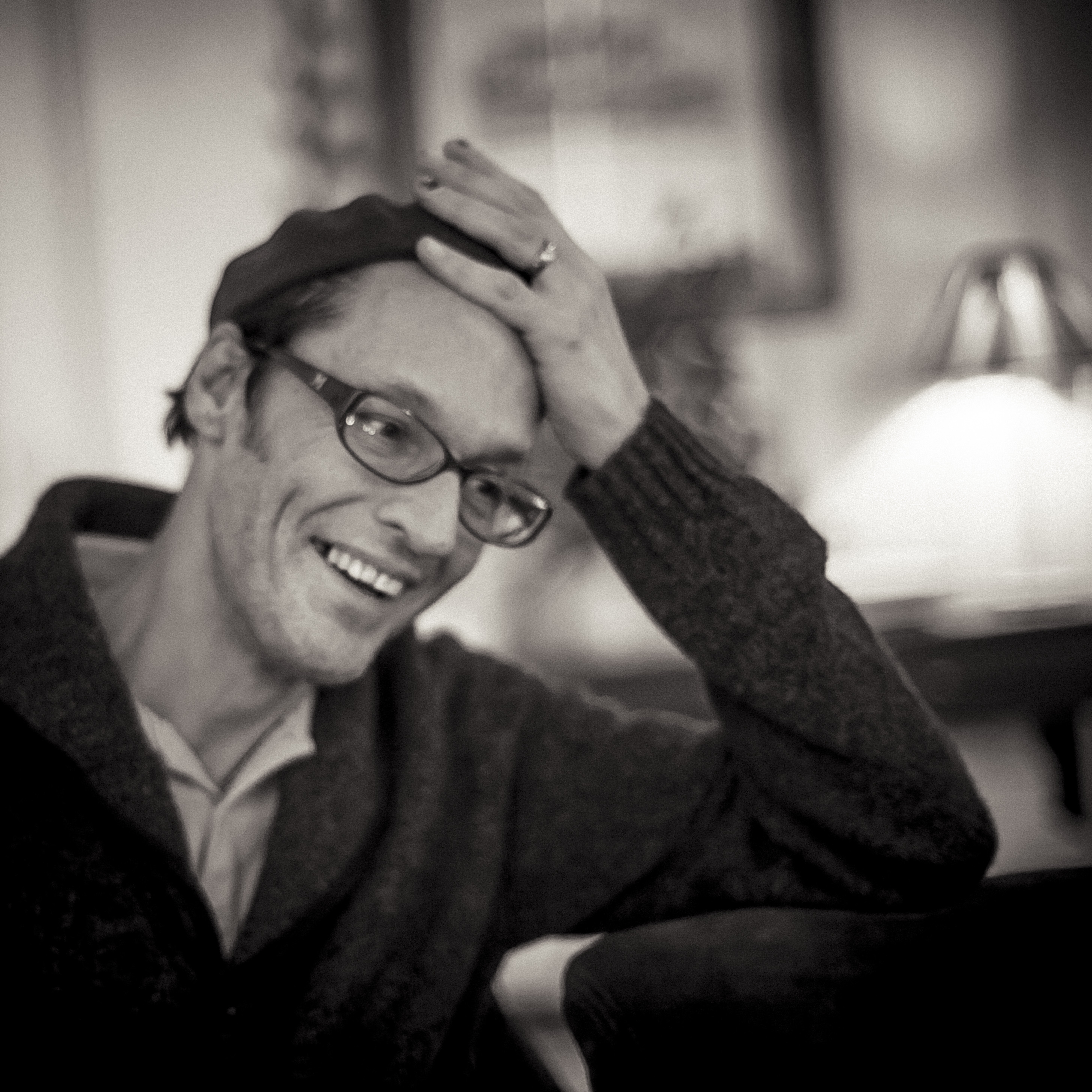
Olle Ljungström.

- 4 maj – Olle Ljungström, 54, svensk sångare och låtskrivare.[165]
- 8 maj – Philippe Beaussant, 86, fransk musikvetare och författare.[166]
- 9 maj – Riki Sorsa, 63, finlandssvensk popsångare.[167]
- 10 maj – Bo Johansson, 72, svensk musikpedagog, musikdirektör och körledare.[168][169]
- 14 maj
  - Lasse Mårtenson, 81, finländsk kompositör och sångare.[170]
  - Bosse Möllberg, 68, svensk dansbandssångare i Streaplers.[171]
- 16 maj – Fredrik Norén, 75, svensk jazztrummis.[172][173]
- 17 maj – Guy Clark, 74, amerikansk sångare, låtskrivare och musiker.[174]
- 19 maj - John Berry, 52, amerikansk gitarrist i Beastie Boys.[175]
- 21 maj - Nick Menza, 51, amerikansk trumslagare i Megadeath.[176]
- 30 maj - Thomas Fekete, 27, amerikansk gitarrist i Surfer Blood.[177]

### Juni
- 2 juni
  - Corry Brokken, 83, nederländsk sångerska, eurovisionsvinnare 1957.[178]
  - Freddie Wadling, 64, svensk artist.[179]
- 3 juni - Dave Swarbrick, 75, brittisk fiolspelare, låtskrivare och sångare i Fairport Convention.[180]
- 8 juni – Terje Fjærn, 73, norsk musiker.[181]
- 10 juni – Christina Grimmie, 22, amerikansk sångerska och pianist.[182]
- 13 juni – Chips Moman, 79, amerikansk musikproducent.[183]
- 17 juni - Attrell Cordes, 46, amerikansk rappare och grundare av P.M. Dawn.[184]
- 18 juni - Alejandro Jano Fuentes, 45, mexikansk sångare.[185]
- 19 juni – Sverre Kjelsberg, 69, norsk sångare, musiker och låtskrivare.[186]
- 22 juni – Harry Rabinowitz, 100, brittisk dirigent och kompositör.[187]
- 24 juni - Bernie Worrell, 72, amerikansk kompositör och keyboardist i Parliament och Funkadelic.[188]
- 28 juni - Scotty Moore, 84, amerikansk gitarrist åt bl.a. Elvis Presley.[189]

### Juli
- 6 juli – Vahid Rastegar, 33, svensk hiphop-artist och programledare i radio.[190]
- 10 juli – Leif Nylén, 77, svensk musiker, låtskrivare, författare och litteraturkritiker.[191]
- 16 juli - Alan Vega, 78, amerikansk sångare i Suicide.[192]
- 18 juli - Karina Jensen, dansk sångerska i Cartoons.[193]
- 26 juli - Sandy Pearlman, 72, amerikansk skivproducent.[194]
- 27 juli - Einojuhani Rautavaara, 87, finsk kompositör.[195]
- 30 juli – Gloria DeHaven, 91, amerikansk skådespelerska och sångerska.[196]

### Augusti
- 3 augusti - Ricci Martin, 62, amerikansk musiker - son till Dean Martin.[197]
- 14 augusti - James Woolley, 49, amerikansk keyboardist i Nine Inch Nails.[198]
- 20 augusti
  - Matt Roberts, 38, amerikansk gitarrist i 3 Doors Down.[199]
  - Tom Searle, 28, brittisk gitarrist i Architects.[200]
- 22 augusti – Toots Thielemans, 94, belgisk jazzmusiker.[201]
- 28 augusti - Juan Gabriel, 66, mexikansk sångare och låtskrivare.[202]

### September
- 1 september - Fred Hellerman, 89, amerikansk skivproducent, sångare, gitarrist och låtskrivare i The Weavers.[203]
- 2 september - Jerry Heller, 75, amerikansk kontroversiell manager åt N.W.A.[204]
- 8 september - Prince Buster, 78, jamaicansk skamusiker.[205]
- 21 september - Shawty Lo, 40, amerikansk rappare.[206]
- 24 september - Buckwheat Zydeco, 68, amerikansk zydeco-musiker.[207]
- 25 september - Jean Shepard, 82, amerikansk countryartist.[208]
- 27 september - Märta Schéle, 80, svensk sångerska och professor.[209]

### Oktober
- 2 oktober – Neville Marriner, 92, brittisk dirigent och violinist.[210]
- 15 oktober - Robert Edwards, 74, amerikansk sångare i The Intruders.[211]
- 23 oktober - Pete Burns, 57, brittisk sångare i Dead or Alive.[212]
- 24 oktober - Bobby Vee, 73, amerikansk tonårsidol.[213]
- 30 oktober - Curly Putman, 85, amerikansk låtskrivare åt bl.a. Elvis Presley, Dolly Parton, Tom Jones m.fl.[214]

### November
- 7 november – Leonard Cohen, 82, kanadensisk sångare, låtskrivare, poet och författare.[215]
- 11 november - Esma Redžepova-Teodosievska, 73, makedonsk sångerska och låtskrivare.[216]
- 12 november - Jacques Werup, 71, svenska jazzmusiker och författare.[217]
- 13 november - Leon Russell, 74, amerikansk musiker och låtskrivare.[218]
- 15 november - Mose Allison, 89, amerikansk jazzpianist och sångare.[219]
- 18 november - Sharon Jones, 60, amerikansk sångerska.[220]
- 24 november - Pauline Oliveros, 84, amerikansk kompositör.[221]

### December
- 8 december
  - Greg Lake, 69, brittisk musiker och sångare i Emerson, Lake & Palmer.[222]
  - Junaid Jamshed, 52, pakistansk sångare och låtskrivare.[223]
- 18 december - Sven Zetterberg, 64, svensk sångare, musiker och låtskrivare.[224]
- 24 december - Rick Parfitt, 68, brittisk musiker och låtskrivare i Status Quo.[225]
- 25 december - George Michael, 53, brittisk sångare och låtskrivare.[226]

### Fotnoter
1. ↑  ”Slipknot - Scandinavium, onsdag”. Göteborgs Posten. 20 januari 2016. https://www.gp.se/kultur/musik/slipknot-scandinavium-onsdag-1.16131. Läst 26 mars 2023.
2. ↑  ”Suede Cirkus, Stockholm”. GAFFA. 4 februari 2016. https://gaffa.se/recensioner/2016/februari/events/suede-cirkus-stockholm/. Läst 26 mars 2023.
3. ↑  ”Tame Impala på Annexet”. Dagens Nyheter. 8 februari 2016. https://www.dn.se/kultur-noje/konsertrecensioner/tame-impala-pa-annexet/. Läst 26 mars 2023.
4. ↑  ”Ellie Goulding satsar på hantverk mer än originalitet”. Svenska Dagbladet. 4 mars 2016. https://www.svd.se/a/9k2r/ellie-goulding-satsar-pa-hantverk-mer-an-originalitet. Läst 26 mars 2023.
5. ↑  Daniel Rossetti (12 mars 2016). ”Frans vann Melodifestivalen 2016 med "If I were sorry"”. Dagens nyheter. http://www.dn.se/kultur-noje/melodifestivalen/frans-vann-melodifestivalen-2016-med-if-i-were-sorry/. Läst 14 mars 2016.
6. ↑  ”Så bra var Mariah Carey på globen”. Expressen. 2 april 2016. https://www.expressen.se/noje/sa-bra-var-mariah-carey-pa-globen/. Läst 26 mars 2023.
7. ↑  ”Dixie Chicks förlöser kvällen med Prince-hyllning”. Aftonbladet. 26 april 2016. https://musik.aftonbladet.se/2016/04/dixie-chicks-forloser-kvallen-med-prince-hyllning/. Läst 26 mars 2023.
8. ↑  ”Adele på Tele2 Arena”. Dagens Nyheter. 30 april 2016. https://www.dn.se/kultur-noje/scenrecensioner/adele-pa-tele2-arena/. Läst 26 mars 2023.
9. ↑  Omni (8 juli 2015). ”Stockholm och Globen får Eurovision 2016”. Aftonbladet. Arkiverad från originalet den 4 mars 2016. https://web.archive.org/web/20160304123054/http://www.aftonbladet.se/lokala-nyheter/f894e002-875c-4318-be78-4209ebc911cb@omni. Läst 30 december 2015.
10. ↑  Evelyn Jones (15 maj 2016). ”Ukraina vinner årets Eurovision”. Dagens nyheter. http://www.dn.se/kultur-noje/melodifestivalen/ukraina-vinner-arets-eurovision/. Läst 15 maj 2016 2016.
11. ↑  ”Det här kan Håkan aldrig överträffa”. Aftonbladet. 6 juni 2016. https://www.aftonbladet.se/nojesbladet/a/ngBMMx/det-har-kan-hakan-aldrig-overtraffa. Läst 26 mars 2023.
12. ↑  ”Muse i Globen”. Dagens Nyheter. 13 juni 2016. https://www.dn.se/kultur-noje/konsertrecensioner/muse-i-globen/. Läst 26 mars 2023.
13. ↑  ”Iron Maiden alltjämt ett säkert kort”. Göteborgs Posten. 17 juni 206. https://www.gp.se/kultur/iron-maiden-alltjämt-ett-säkert-kort-1.2877360. Läst 26 mars 2023.
14. ↑  ”Påkostat Coldplay bäst i det enkla”. Svenska Dagbladet. 4 juli 2016. https://www.svd.se/a/gkkWq/pakostat-coldplay-bast-i-det-enkla. Läst 26 mars 2023.
15. ↑  ”KONSERTRECENSION: RIHANNAS ANTI WORLD TOUR PÅ TELE2 ARENA”. Nöjesguiden. 5 juli 2016. https://ng.se/artiklar/konsertrecension-rihannas-anti-world-tour-pa-tele2-arena. Läst 26 mars 2023.
16. ↑  ”Musik blir inte mäktigare eller bättre – så bra var Beyoncé”. www.aftonbladet.se. https://www.aftonbladet.se/a/WLx2or. Läst 29 december 2022.
17. ↑  ”Anders Nunstedt: Så bra var Beyoncé på Friends arena”. www.expressen.se. https://www.expressen.se/noje/kronikorer/anders-nunstedt/sa-bra-var-beyonces-spelning-pa-friends/. Läst 29 december 2022.
18. ↑  ”Lika ojämn som en norrländsk landsväg”. Aftonbladet. 29 september 2016. https://www.aftonbladet.se/nojesbladet/a/zLko0q/lika-ojamn-som-en-norrlandsk-landsvag. Läst 26 mars 2023.
19. ↑  ”The Cure i Globen”. Dagens Nyheter. 10 oktober 2016. https://www.dn.se/kultur-noje/konsertrecensioner/the-cure-i-globen/. Läst 26 mars 2023.
20. ↑  ”Begravningståg för Kent inför sista konserten”. Dagens nyheter. 17 december 2016. http://www.dn.se/kultur-noje/begravningstag-for-kent-infor-sista-konserten/. Läst 19 december 2016.
21. ↑  ”Här är kvällens P3 Guld-vinnare!”. Sveriges Radio. 16 januari 2016. https://sverigesradio.se/artikel/6346923. Läst 27 mars 2023.
22. ↑  ”"Efterskalv" kvällens stora vinnare”. SVT Nyheter. 18 januari 2016. https://www.svt.se/kultur/film/vinnare-guldbaggen. Läst 27 mars 2023.
23. ↑  ”Litteris et Artibus till Öhman”. Göteborgs Posten. 28 januari 2016. https://www.gp.se/kultur/litteris-et-artibus-till-öhman-1.19476. Läst 28 mars 2023.
24. ↑  ”Här är Manifestgalans vinnare!”. Sveriges Radio. 5 februari 2016. https://sverigesradio.se/artikel/6361777. Läst 27 mars 2023.
25. ↑  ”Jonas Kullhammar får Lars Gullin-priset”. Sveriges Radio. 15 februari 2016. https://sverigesradio.se/artikel/6368750. Läst 26 mars 2023.
26. ↑  ”Grammisgalans alla vinnare”. SVT Nyheter. 24 februari 2016. https://www.svt.se/kultur/musik/grammisgalans-alla-vinnare. Läst 27 mars 2023.
27. ↑  ”Nina Stemme årets Björlingstipendiat”. Svenska Dagbladet. 11 mars 2016. https://www.svd.se/a/KxvX/nina-stemme-arets-bjorlingstipendiat. Läst 26 mars 2023.
28. ↑  ”Monica Dominique tilldelas Olle Adolphsons minnespris”. Dagens Nyheter. 2 maj 2016. https://www.dn.se/kultur-noje/musik/monica-dominique-tilldelas-olle-adolphsons-minnespris/. Läst 26 mars 2023.
29. ↑  ”Bassångare prisas med Nilsson-stipendium”. SVT Nyheter. 3 maj 2016. https://www.svt.se/nyheter/lokalt/skane/ystad. Läst 26 mars 2023.
30. ↑  ”Medea fick Emma Vetter att lyssna till sig själv”. Svenska Dagbladet. 2 juni 2016. https://www.svd.se/a/kRv2Q/medea-fick-emma-vetter-att-lyssna-till-sig-sjalv. Läst 26 mars 2023.
31. ↑  Polar Music Prize. Läst 10 februari 2016
32. ↑  ”Alice Babs jazzstipendium till Mai Agan”. Dagens Nyheter. 6 juli 2016. https://www.dn.se/kultur-noje/alice-babs-jazzstipendium-till-mai-agan/. Läst 26 mars 2023.
33. ↑  ”Thorsten Flinck får Cornelis-priset”. Expressen. 7 augusti 2016. http://www.expressen.se/kultur/thorsten-flinck-far-cornelis-priset/. Läst 7 augusti 2016.
34. ↑  SvD 2016-08-19
35. ↑  ”2016 års Monica Zetterlundstipendiater!” (HTML). Arkiverad från originalet den 19 oktober 2016. https://web.archive.org/web/20161019100842/http://www.monicazetterlund.se/mz-minnesfond/. Läst 17 oktober 2016.
36. ↑  ”Torleif Thedéen tilldelas Interpretpriset”. Kungl. Musikaliska Akademien. 25 oktober 2016. https://www.musikaliskaakademien.se/pressrum/nyheter/torleifthedeentilldelasinterpretpriset.1108.html. Läst 26 mars 2023.
37. ↑  ”Årets medaljörer. Kungliga Musikaliska Akademien. Läst 30 november 2016”. Arkiverad från originalet den 30 november 2016. https://web.archive.org/web/20161130190900/http://www.musikaliskaakademien.se/nyheter/nyheter/aretsmedaljorer.1115.html. Läst 30 november 2016.
38. ↑  ”Karin Osbeck får 2016 års Jenny Lind-stipendium”. Svenska Dagbladet. 30 november 2015. https://www.svd.se/a/1a6d424b-a9be-4d52-8e69-6111e4c184c0/karin-osbeck-far-2016-ars-jenny-lind-stipendium. Läst 28 mars 2023.
39. ↑  ”Ehrling-stipendiet till Gunhild Carling”. Sveriges Radio. 12 december 2016. https://sverigesradio.se/artikel/6586349. Läst 28 mars 2023.
40. ↑  ”1900: Tekno”. Dagens Nyheter. 30 mars 2016. https://www.dn.se/kultur-noje/skivrecensioner/1900-tekno/. Läst 24 mars 2023.
41. ↑  ”The 1975:s melodier är oemotståndliga”. Aftonbladet. 26 februari 2016. https://musik.aftonbladet.se/2016/02/the-1975s-melodier-ar-oemotstandliga/. Läst 24 mars 2023.
42. ↑  ”Distans och värme i Bergmans sträva röst”. Svenska Dagbladet. 23 februari 2016. https://www.svd.se/a/kJvL/distans-och-varme-i-bergmans-strava-rost. Läst 24 mars 2023.
43. ↑  ”Anttila sjunger hjärtat ur sitt bröst”. Borås Tidning. 10 februari 2016. https://www.bt.se/kultur-noje/anttila-sjunger-hjartat-ur-sitt-brost/. Läst 25 mars 2023.
44. ↑  ”Bedårande samplingsorgie med The Avalanches”. Aftonbladet. 8 juli 2016. https://musik.aftonbladet.se/2016/07/bedarande-samplingsorgie-med-the-avalanches/. Läst 24 mars 2023.
45. ↑  ”Folkmusik på väg vidare”. Kristianstadsbladet. 11 augusti 2016. https://www.kristianstadsbladet.se/kultur-o-noje/folkmusik-pa-vag-vidare/. Läst 24 mars 2023.
46. ↑  ”Oförutsägbart och oslagbart av Beyoncé”. Göteborgs Posten. 25 april 2016. https://www.gp.se/kultur/musik/oförutsägbart-och-oslagbart-av-beyoncé-1.199436. Läst 24 mars 2023.
47. ↑  ”Bob Hund - Dödliga Klassiker”. Nöjesguiden. 16 september 2016. https://ng.se/recensioner/musik/bob-hund-dodliga-klassiker. Läst 24 mars 2023.
48. ↑  ”Ulrika Bodén har gjort en fin hyllning till vallmusiken och dess traditionsbärare”. Norran. 1 september 2016. https://norran.se/noje-kultur/musik/ulrika-boden-har-gjort-en-fin-hyllning-till-vallmusiken-och-dess-traditionsbarare-651742. Läst 24 mars 2023.
49. ↑  ”Bon Iver - 22, A Million”. Nöjesguiden. 29 september 2016. https://ng.se/recensioner/musik/bon-iver-22-a-million. Läst 24 mars 2023.
50. ↑  ”David Bowie: Blackstar”. Dagens Nyheter. 7 januari 2016. https://www.dn.se/kultur-noje/skivrecensioner/david-bowie-blackstar/. Läst 24 mars 2023.
51. ↑  ”Recension: Basia Bulat har gjort ett vidunderligt fint album”. Expressen. 12 februari 2016. https://www.expressen.se/noje/blogg/andersnunstedt/2016/02/12/recbasia-bulat-har-gjort-ett-vidunderligt-fint-album/. Läst 24 mars 2023.
52. ↑  ”Album review: Broncho - Double Vanity”. Consequence. 13 juni 2016. https://consequence.net/2016/06/album-review-broncho-double-vanity/. Läst 24 mars 2023.
53. ↑  ”Cherrie: Sherihan”. 27 april 2016. https://www.dn.se/kultur-noje/skivrecensioner/cherrie-sherihan/. Läst 25 mars 2023.
54. ↑  ”Ambitiöst försök till nyskapande”. Corren. 16 december 2016. https://corren.se/bli-prenumerant/artikel/jv15eqej/oc-2m2kr_s_22. Läst 24 mars 2023.
55. ↑  ”You Want It Darker av Leonard Cohen”. Dagens Nyheter. 21 oktober 2016. https://www.dn.se/kultur-noje/skivrecensioner/you-want-it-darker-av-leonard-cohen/. Läst 24 mars 2023.
56. ↑  ”En revolution i vardagen”. ungmusik.se. 26 juni 2016. https://ungmusik.se/recensioner/en-revolution-av-vardagen/. Läst 24 mars 2023.
57. ↑  ”Mount Ninji and Da Nice Time Kid”. Pitchfork. 22 september 2016. https://pitchfork.com/reviews/albums/22421-mount-ninji-and-da-nice-time-kid/. Läst 24 mars 2023.
58. ↑  ”DIIV: Is the is are”. Dagens Nyheter. 3 februari 2016. https://www.dn.se/kultur-noje/skivrecensioner/diiv-is-the-is-are/. Läst 25 mars 2023.
59. ↑  ”Recension: Drake fortsätter att ta hiphopen in i framtiden på "Views"”. Expressen. 29 april 2016. https://www.expressen.se/noje/blogg/andersnunstedt/2016/04/29/recension-drake/. Läst 25 mars 2023.
60. ↑  ”Bob Dylan - Fallen Angels”. Nöjesguiden. 21 maj 2016. https://ng.se/recensioner/musik/bob-dylan-fallen-angels. Läst 25 mars 2023.
61. ↑  ”Recension: Kiss egna Ace Frehley gräver i egna rockhistorien”. Expressen. 15 april 2016. https://www.expressen.se/noje/blogg/andersnunstedt/2016/04/15/recension-21/. Läst 25 mars 2023.
62. ↑  ”Folkmusikalisk electrochock”. Kristianstadsbladet. 28 april 2016. https://www.kristianstadsbladet.se/kultur-o-noje/folkmusikalisk-electrochock/. Läst 25 mars 2023.
63. ↑  ”Ariana Grande: Dangerous Woman”. Dagens Nyheter. 25 maj 2016. https://www.dn.se/kultur-noje/skivrecensioner/ariana-grande-dangerous-woman/. Läst 25 mars 2023.
64. ↑  ”Vildvuxen Hurula fortsätter att imponera”. Sveriges Radio. 23 september 2016. https://sverigesradio.se/artikel/6523236. Läst 25 mars 2023.
65. ↑  ”Hellström undviker den enklaste vägen”. Göteborgs Posten. 25 augusti 2016. https://www.gp.se/kultur/musik/hellström-undviker-den-enklaste-vägen-1.3728815. Läst 25 mars 2023.
66. ↑  ”Full pott till Frida Hyvönen: Kvinnor och barn”. Dagens Nyheter. 4 november 2016. https://www.dn.se/kultur-noje/skivrecensioner/full-pott-till-frida-hyvonen-kvinnor-och-barn/. Läst 25 mars 2023.
67. ↑  ”Silvana Imam - Naturkraft”. Nöjesguiden. 24 mars 2016. https://ng.se/recensioner/musik/silvana-imam-naturkraft. Läst 25 mars 2023.
68. ↑  ”Trallande a capella”. Kristianstadsbladet. 17 mars 2016. https://www.kristianstadsbladet.se/kultur-o-noje/trallande-a-capella/. Läst 25 mars 2023.
69. ↑  ”Elton John håller stilen”. Upsala Nya Tidning. 1 februari 2016. Arkiverad från originalet den 24 mars 2023. https://web.archive.org/web/20230324233915/https://unt.se/kultur-noje/musik/elton-john-haller-stilen-4090338.aspx. Läst 25 mars 2023.
70. ↑  ”Kent avslutar med ett storslaget album”. Svenska Dagbladet. 19 maj 2016. https://www.svd.se/a/LAj6J/kent-avslutar-med-ett-storslaget-album. Läst 25 mars 2023.
71. ↑  ”Skrämmande vacker soul med Michael Kiwanuka”. Aftonbladet. 29 juli 2016. https://musik.aftonbladet.se/2016/07/skrammande-vacker-soul-med-michael-kiwanuka/. Läst 25 mars 2023.
72. ↑  ”Lady Gagas kändismonster har blivit snällt”. Sveriges Radio. 21 oktober 2016. https://sverigesradio.se/artikel/6544896. Läst 25 mars 2023.
73. ↑  ”Recension: Laaksos comeback en glädjerusig indieexplosion”. Expressen. 22 april 2016. https://www.expressen.se/noje/blogg/andersnunstedt/2016/04/22/recension-27/. Läst 25 mars 2023.
74. ↑  ”Laleh - Kristaller”. Nöjesguiden. 27 september 2016. https://ng.se/recensioner/musik/laleh-kristaller. Läst 25 mars 2023.
75. ↑  ”The Last Shadow Puppets: ”Everything you’ve come to expect””. Dagens Nyheter. 30 mars 2016. https://www.dn.se/kultur-noje/skivrecensioner/the-last-shadow-puppets-everything-youve-come-to-expect/. Läst 25 mars 2023.
76. ↑  ”Glittriga beats och popmagi av Little Jinder”. Svenska Dagbladet. 13 januari 2016. https://www.svd.se/a/720e8264-3db8-4e0b-859d-94ef62068b8d/glittriga-beats-och-popmagi-av-little-jinder. Läst 25 mars 2023.
77. ↑  ”Nytt album från Tove Lo: "Euforiskt och melankoliskt på samma gång"”. Sveriges Radio. 28 oktober 2016. https://sverigesradio.se/artikel/6550977. Läst 25 mars 2023.
78. ↑  ”Jonas Lundqvist: "Vissa nätter"”. Dagens Nyheter. 2 mars 2016. https://www.dn.se/kultur-noje/skivrecensioner/jonas-lundqvist-vissa-natter/. Läst 25 mars 2023.
79. ↑  ”M.I.A.:s sista album är en historia berättad ur flyktingens perspektiv”. Sveriges Radio. 10 september 2016. https://sverigesradio.se/artikel/6513880. Läst 25 mars 2023.
80. ↑  ”Metallica hade mått bra av en nej-sägare”. Aftonbladet. 18 november 2016. https://musik.aftonbladet.se/2016/11/metallica-hade-matt-bra-av-en-nej-sagare/. Läst 25 mars 2023.
81. ↑  ”Miike Snow - iii”. Dagens Nyheter. 2 mars 2016. https://www.dn.se/kultur-noje/skivrecensioner/miike-snow-iii/. Läst 25 mars 2023.
82. ↑  ”Melankoliskt och tidlöst av Graham Nash”. Svenska Dagbladet. 15 april 2016. https://www.svd.se/a/xRAvl/melankoliskt-och-tidlost-av-graham-nash. Läst 25 mars 2023.
83. ↑  ”Recension: Nick Cave gör smärtsam sorg till ljuv musik på Skeleton Tree”. Expressen. 9 september 2016. https://www.expressen.se/noje/blogg/andersnunstedt/2016/09/09/recension-nick-cave-gor-smartsam-sorg-till-ljuv-musik-pa-skeleton-tree/. Läst 25 mars 2023.
84. ↑  ”Lina Nyberg - Aerials”. Dagens Nyheter. 2 mars 2016. https://www.dn.se/kultur-noje/skivrecensioner/lina-nyberg-aerials/. Läst 25 mars 2023.
85. ↑  ”Frank Ocean - Blonde”. Nöjesguiden. 23 augusti 2016. https://ng.se/recensioner/musik/frank-ocean-blonde. Läst 25 mars 2023.
86. ↑  ”Pascal käkar upp allt i sin väg”. Göteborgs Posten. 14 oktober 2016. https://www.gp.se/kultur/musik/pascal-käkar-upp-allt-i-sin-väg-1.3869619. Läst 25 mars 2023.
87. ↑  ”Upplyftande seniorpop klär Pet Shop Boys”. Aftonbladet. 1 april 2016. https://musik.aftonbladet.se/2016/04/upplyftande-seniorpop-klar-pet-shop-boys/. Läst 25 mars 2023.
88. ↑  ”Petite Meller: Lil Empire review - house-pop with a creepy aesthetic”. The Guardian. 18 september 2016. https://www.theguardian.com/music/2016/sep/18/petite-meller-lil-empire-review-baby-love. Läst 25 mars 2023.
89. ↑  ”Iggy Pop - Post Pop Depression”. Nöjesguiden. 17 mars 2016. https://ng.se/recensioner/musik/iggy-pop-post-pop-depression. Läst 25 mars 2023.
90. ↑  ”Primal Scream älskar sin popmusik”. Aftonbladet. 18 mars 2016. https://musik.aftonbladet.se/2016/03/passionerat-men-brokigt-primal-scream/. Läst 25 mars 2023.
91. ↑  ”Running out of Love med The Radio Dept.”. Dagens Nyheter. 21 oktober 2016. https://www.dn.se/kultur-noje/skivrecensioner/running-out-of-love-med-the-radio-dept/. Läst 25 mars 2023.
92. ↑  ”Lättare och luftigare Radiohead imponerar”. Svenska Dagbladet. 10 maj 2016. https://www.svd.se/a/3jPjq/lattare-och-luftigare-radiohead-imponerar. Läst 25 mars 2023.
93. ↑  ”Rihanna: "ANTI"”. Dagens Nyheter. 28 januari 2016. https://www.dn.se/kultur-noje/skivrecensioner/rihanna-anti/. Läst 25 mars 2023.
94. ↑  ”Rolling Stones går i barndom”. Göteborgs Posten. 2 december 2016. https://www.gp.se/kultur/musik/rolling-stones-går-i-barndom-1.4009767. Läst 25 mars 2023.
95. ↑  ”Rome - The Hyperion Machine”. Nöjesguiden. 16 augusti 2016. https://ng.se/recensioner/musik/rome-the-hyperion-machine. Läst 25 mars 2023.
96. ↑  ”Skådespel håller tillbaka det stora lyftet”. Svenska Dagbladet. 27 januari 2016. https://www.svd.se/a/f05a0de1-5b31-4983-9d88-8139bc58d467/skadespel-haller-tillbaka-det-stora-lyftet. Läst 25 mars 2023.
97. ↑  ”Paul Simon: Stranger to stranger”. Dagens Nyheter. 31 maj 2016. https://www.dn.se/kultur-noje/skivrecensioner/paul-simon-stranger-to-stranger/. Läst 25 mars 2023.
98. ↑  ”Sleigh Bells - Jessica Rabbit”. Nöjesguiden. 17 november 2016. https://ng.se/recensioner/musik/sleigh-bells-jessica-rabbit. Läst 25 mars 2023.
99. ↑  ”Solange skriver drömsk handbok för afroamerikaner”. Sveriges Radio. 5 oktober 2016. https://sverigesradio.se/artikel/6534139. Läst 25 mars 2023.
100. ↑  ”Mavis Staples: "Livin' on a high note"”. Svenska Dagbladet. 17 februari 2016. https://www.dn.se/kultur-noje/skivrecensioner/mavis-staples-livin-on-a-high-note/. Läst 25 mars 2023.
101. ↑  ”Stefani är bäst när hon skalar av”. Aftonbladet. 18 mars 2016. https://musik.aftonbladet.se/2016/03/stefani-ar-bast-nar-hon-skalar-av/. Läst 25 mars 2023.
102. ↑  ”The Strokes - Future Present Past”. Nöjesguiden. 9 juni 2016. https://ng.se/recensioner/musik/the-strokes-future-present-past-ep. Läst 25 mars 2023.
103. ↑  ”Ett ambitiöst försök att gå vidare”. Aftonbladet. 22 januari 2016. https://musik.aftonbladet.se/2016/01/8168/. Läst 25 mars 2023.
104. ↑  ”Högst charmant album av Teddybears”. Svenska Dagbladet. 18 januari 2016. https://www.svd.se/a/8cd7f36e-26dd-46cf-abcb-5f00f45e80ce/hogst-charmant-album-av-teddybears. Läst 25 mars 2023.
105. ↑  ”Underworld: ”Barbara Barbara, we face a shining future””. Dagens Nyheter. 16 mars 2016. https://www.dn.se/kultur-noje/skivrecensioner/underworld-barbara-barbara-we-face-a-shining-future/. Läst 25 mars 2023.
106. ↑  ”Tonbruket: "Forevergreens"”. Dagens Nyheter. 9 mars 2016. https://www.dn.se/kultur-noje/skivrecensioner/tonbruket-forevergreens/. Läst 25 mars 2023.
107. ↑  ”Iiris Viljanen gör vardagen akut”. Sveriges Radio. 31 oktober 2016. https://sverigesradio.se/artikel/6552649. Läst 25 mars 2023.
108. ↑  ”Västerbron: "Till vilket pris som helst"”. Dagens Nyheter. 13 april 2016. https://www.dn.se/kultur-noje/skivrecensioner/vasterbron-till-vilket-pris-som-helst/. Läst 25 mars 2023.
109. ↑  ”Freddie Wadling ovanligt bred”. Upsala Nya Tidning. 4 mars 2016. Arkiverad från originalet den 25 mars 2023. https://web.archive.org/web/20230325194650/https://unt.se/kultur-noje/musik/freddie-wadling-ovanligt-bred-4140172.aspx. Läst 25 mars 2023.
110. ↑  ”The Weeknds album är dekadent sorgligt medryckande och dansant”. Göteborgs Posten. 2 december 2016. https://www.gp.se/kultur/musik/the-weeknds-album-är-dekadent-sorgligt-medryckande-och-dansant-1.4009818. Läst 25 mars 2023.
111. ↑  ”Kanye West: "The Life Of Pablo"”. Dagens Nyheter. 14 februari 2016. https://www.dn.se/kultur-noje/skivrecensioner/kanye-west-the-life-of-pablo/. Läst 25 mars 2023.
112. ↑  ”Wild Nothing - Life of Pause”. Nöjesguiden. 20 februari 2016. https://ng.se/recensioner/musik/wild-nothing-life-of-pause. Läst 25 mars 2023.
113. ↑  ”Lena Willemark: "Blåferdi/den blå färden"”. Dagens Nyheter. 9 mars 2016. https://www.dn.se/kultur-noje/skivrecensioner/lena-willemark-blaferdiden-bla-farden/. Läst 25 mars 2023.
114. ↑  Lucinda Williams på Allmusic 2021-09-24
115. ↑  ”Wolfmother letar ny mark”. Aftonbladet. 19 februari 2016. https://musik.aftonbladet.se/2016/02/wolfmother-letar-ny-mark/. Läst 25 mars 2023.
116. ↑  Officiell webbplats Lady Gaga Official 2021-09-24
117. ↑   I Long To See You 
 All music hämtdatum=2021-9-18
118. ↑  Andrew Clements. ”Rihm: Two Other Movements; Abkehr; Schattenstück review – fine first-ever recordings”. The Guardian. https://www.theguardian.com/music/2016/jan/07/rihm-two-other-movements-abkehr-schattenstuck-review-fine-first-ever-recordings. Läst 14 september 2021.
119. ↑  Kate Molleson. ”Abrahamsen: Let Me Tell You review – a spellbindingly beautiful song cycle”. The Guardian. https://www.theguardian.com/music/2016/jan/14/abrahamsen-let-me-tell-you-review-a-spellbindingly-beautiful-song-cycle. Läst 14 september 2021.
120. ↑  Schudel, Matt (5 januari 2016). ”Paul Bley, innovative pianist in modern jazz, dies at 83” (på engelska). Washington Post. https://www.washingtonpost.com/entertainment/music/paul-bley-innovative-pianist-in-modern-jazz-dies-at-83/2016/01/05/c5459dba-b3ca-11e5-9388-466021d971de_story.html. Läst 6 januari 2016.
121. ↑  ”Kompositören Pierre Boulez död”. SVT Nyheter. 6 januari 2016. https://www.svt.se/kultur/musik/kompositoren-pierre-boulez-dod. Läst 24 mars 2023.
122. ↑  ”"The Whispers"-grundare död”. Svenska Dagbladet. 6 januari 2016. https://www.svd.se/a/2bd47d09-e329-47ec-80e8-fd51ab217a42/the-whispers-grundare-dod. Läst 24 mars 2023.
123. ↑  Kitty Kallen, Big Band Singer of ‘Bésame Mucho,’ Dies at 94
124. ↑  ”Soulsångaren Otis Clay är död”. Dagens Nyheter. 11 januari 2016. https://www.dn.se/kultur-noje/musik/soulsangaren-otis-clay-ar-dod/. Läst 24 mars 2023.
125. ↑  Bakersfield Sound pioneer Red Simpson dies at 81
126. ↑  ”David Bowie är död”. SVT Nyheter. 11 januari 2016. https://www.svt.se/kultur/musik/david-bowie-har-dott. Läst 24 mars 2023.
127. ↑  ”Jazzmusikern Jack Lidström är död”. Aftonbladet. 19 januari 2016. https://www.aftonbladet.se/nojesbladet/musik/a/5VoPOE/jazzmusikern-jack-lidstrom-ar-dod. Läst 24 mars 2023.
128. ↑  Dansbandsdrottningen Carina Jaarnek död
129. ↑  ”Mott The Hoople-trummis död”. Göteborgs Posten. 18 januari 2016. https://www.gp.se/kultur/mott-the-hoople-trummis-död-1.15149. Läst 24 mars 2023.
130. ↑  http://edition.cnn.com/2016/01/18/entertainment/glenn-frey-obit-feat/
131. ↑  Colin Vearncombe, the voice of Black, dies, aged 53
132. ↑  Jefferson Airplane’s Paul Kantner dies at 74
133. ↑  ”Signe Anderson, Original Jefferson Airplane Singer, Dead at 74” (på engelska). Rolling Stone. 31 januari 2016. http://www.rollingstone.com/music/news/signe-anderson-original-jefferson-airplane-singer-dead-at-74-20160131. Läst 1 februari 2016.
134. ↑  Calle Wisborg är död Arkiverad 1 februari 2016 hämtat från the Wayback Machine. Jönköpings-Posten 31 januari 2016.
135. ↑  Så minns vännerna Calle Wisborg Sveriges Radio P4 Jönköping 31 januari 2016.
136. ↑  ”Arkiverade kopian”. Arkiverad från originalet den 5 februari 2016. https://web.archive.org/web/20160205092931/http://www.vk.se/1631345/arne-hoglund-har-avlidit. Läst 5 februari 2016.
137. ↑  ”Earth, Wind & Fire-grundare död”. SVT Nyheter. 5 februari 2016. https://www.svt.se/kultur/musik/earth-wind-och-fire-grundare-dod. Läst 24 mars 2023.
138. ↑  ”Operalegenden Ulf Söderblom död”. YLE. 4 februari 2016. https://svenska.yle.fi/a/7-1034401. Läst 24 mars 2023.
139. ↑  ”Eddy Wally (83) is overleden”. HLN. 7 februari 2016. http://www.hln.be/hln/nl/34102/Eddy-Wally/article/detail/2609300/2016/02/07/Eddy-Wally-overleden.dhtml. Läst 7 februari 2016.
140. 1 2 3 4  http://www.aftonbladet.se/nyheter/article22262650.ab
141. ↑  ”Dansk folkkär operasångare död”. Svenska Dagbladet. 21 februari 2016. https://www.svd.se/a/0Ezg/dansk-folkkar-operasangare-dod. Läst 24 mars 2023.
142. ↑  ”Countryartisten Sonny James död”. Göteborgs Posten. 23 februari 2016. https://www.gp.se/kultur/countryartisten-sonny-james-död-1.29239. Läst 24 mars 2023.
143. ↑  ”Lennie Baker i Sha Na Na är död”. Aftonbladet. 27 februari 2016. https://www.aftonbladet.se/nojesbladet/musik/a/21yd5q/lennie-baker-i-sha-na-na-ar-dod. Läst 24 mars 2023.
144. ↑  ”Josefin Nilsson är död”. Sveriges Television. http://www.svt.se/nyheter/lokalt/ost/josefin-nilsson-ar-dod. Läst 29 februari 2016.
145. ↑  ”Nikolaus Harnoncourt är död”. Svenska Dagbladet. 6 mars 2016. http://www.svd.se/nikolaus-harnoncourt-ar-dod. Läst 6 mars 2016.
146. ↑  ”Beatles Producer George Martin Dead at 90”. Rolling Stone.com. 9 mars 2016. Arkiverad från originalet den 9 mars 2016. https://web.archive.org/web/20160309100022/http://www.rollingstone.com/music/news/beatles-producer-george-martin-dead-at-90-20160309. Läst 9 mars 2016.
147. ↑  Lenda da percussão brasileira, Naná Vasconcelos morre aos 71 anos (portugisiska)
148. ↑  ”Keith Emerson, Emerson, Lake and Palmer Keyboardist, Dead at 7” (på engelska). Rolling Stone. 11 mars 2016. Arkiverad från originalet den 12 mars 2016. https://web.archive.org/web/20160312093601/http://www.rollingstone.com/music/news/keith-emerson-emerson-lake-and-palmer-keyboardist-dead-at-71-20160311. Läst 11 mars 2016.
149. ↑  British composer Sir Peter Maxwell Davies dies aged 81
150. ↑  ”Frank Sinatra Jr död”. Aftonbladet. 17 mars 2016. http://www.aftonbladet.se/nojesbladet/article22458464.ab. Läst 15 mars 2016.
151. ↑  Phife Dawg of A Tribe Called Quest passes away at 45
152. ↑  Platon, Adelle (March 23, 2016). ”Phife Dawg's Family Reveals A Tribe Called Quest Co-Founder's Cause of Death”. Billboard.com. http://www.billboard.com/articles/columns/hip-hop/7271807/phife-dawg-death-cause-family-statement.
153. ↑  ”"Jazzmästaren" David Baker död”. Dagens Nyheter. 29 mars 2016. https://www.dn.se/arkiv/kultur/jazzmastaren-david-baker-dod/. Läst 24 mars 2023.
154. ↑  ”Jazzmusikern "Gato" Barbieri är död”. Svenska Dagbladet. 3 april 2016. https://www.svd.se/a/mOvp/jazzmusikern-gato-barbieri-ar-dod. Läst 25 mars 2023.
155. ↑  ”Dennis Davis, Longtime David Bowie Drummer, Dies”. Rolling Stone. http://www.rollingstone.com/music/news/dennis-davis-longtime-david-bowie-drummer-dies-20160407. Läst 8 april 2016.
156. ↑  Doyle, Patrick (6 april 2016). ”Merle Haggard, Country Legend, Dead at 79” (på engelska). Rolling Stone. http://www.rollingstone.com/music/news/merle-haggard-country-legend-died-at-79-20160406. Läst 6 april 2016.
157. ↑  ”Emile Ford, legendary St. Lucian artiste, dies in London” (på amerikansk engelska). Los Angeles Sentinel. https://lasentinel.net/emile-ford-legendary-st-lucian-artiste-dies-in-london.html. Läst 22 april 2016.
158. ↑  ”LONNIE MACK, JULY 18, 1941 - APRIL 21, 2016”. LONNIE MACK, JULY 18, 1941 - APRIL 21, 2016. alligator.com. https://www.alligator.com/news/689/Lonnie-Mack-July-18-1941---April-21-2016/.
159. ↑  http://www.aftonbladet.se/nojesbladet/article22677923.ab
160. ↑  Philly Soul Singer Billy Paul Dies at 81: Manager
161. ↑  ”Papa Wemba: Congo music star dies after collapsing on stage”. BBC News. http://www.bbc.com/news/entertainment-arts-36123214. Läst 24 april 2016.
162. ↑   Ehemaliger Hosen-Drummer Wolfgang "Wölli" Rohde ist tot, Rheinische Post, 2016-04-25, http://www.rp-online.de/kultur/musik/woelli-ehemaliger-hosen-drummer-wolfgang-rohde-ist-tot-aid-1.5933043, läst 25 april 2016
163. ↑  ”Disco-legendaren Sydney Onayemi död”. SVT Nyheter. 4 maj 2016. https://www.svt.se/kultur/musik/big-brother-sydney-dod. Läst 25 mars 2023.
164. ↑  ”Preminula Jadranka Stojaković” (på serbiska). Blic.rs. 4 maj 2016. http://www.blic.rs/kultura/vesti/preminula-jadranka-stojakovic/4xddjpk. Läst 4 maj 2016.
165. ↑  ”Olle Ljungström är död”. Aftonbladet. http://www.aftonbladet.se/nojesbladet/musik/article22756784.ab. Läst 4 maj 2016.
166. ↑  Mort de l'académicien Philippe Beaussant (franska)
167. ↑  TT. ”Popsångaren Riki Sorsa död”. SvD.se. http://www.svd.se/popsangaren-riki-sorsa-dod. Läst 10 maj 2016.
168. ↑  ”Körledaren Bosse Johansson död - P1 Kultur/Kulturnytt”. Sveriges Radio. http://sverigesradio.se/sida/artikel.aspx?programid=478&artikel=6428877. Läst 10 maj 2016.
169. ↑  Enl. uppgift från Skatteverket.
170. ↑  ”Lasse Mårtenson har avlidit”. svenska.yle.fi. http://svenska.yle.fi/artikel/2016/05/14/lasse-martenson-har-avlidit. Läst 15 maj 2016.
171. ↑  Dansbandsstjärna död. Streaplers-sångaren dog i cancer – blev 68 år gammal Nöjesbladet Aftonbladet 16 maj 2016. Åtkomst 17 maj 2016.
172. ↑  Fonus.se
173. ↑  Jazzmusikern Fredrik Norén död
174. ↑  Guy Clark dead at 74
175. ↑  ”Beastie Boys grundare död”. Svenska Dagbladet. 20 maj 2016. https://www.svd.se/a/zGKr5/beastie-boys-grundare-dod. Läst 25 mars 2023.
176. ↑  ”Thrash metaltrummisen Nick Menza död”. Dagens Nyheter. 22 maj 2016. https://www.dn.se/kultur-noje/thrash-metaltrummisen-nick-menza-dod/. Läst 25 mars 2023.
177. ↑  ”Surfer Blood-gitarrist död - blev 27 år”. Aftonbladet. 31 maj 2016. https://www.aftonbladet.se/nojesbladet/a/zLk9Er/surfer-blood-gitarrist-dod--blev-27-ar. Läst 25 mars 2023.
178. ↑  http://www.eurovision.tv/page/news?id=eurovision_winner_corry_brokken_died
179. ↑  ”Artisten Freddie Wadling död”. SvD.se. http://www.svd.se/artisten-freddie-wadling-dod. Läst 3 juni 2016.
180. ↑  ”Fiolvirtuosen Dave Swarbrick död”. Sydsvenskan. 3 juni 2016. https://www.sydsvenskan.se/2016-06-03/fiolvirtuosen-dave-swarbrick-dod. Läst 26 juni 2023.
181. ↑  ”Former Voice contestant Christina Grimmie shot dead in Orlando” (på brittisk engelska). BBC News. http://www.bbc.com/news/world-us-canada-36506082. Läst 11 juni 2016.
182. ↑  ”Legendary record producer Chips Moman dies at the age of 79”. www.wmcactionnews5.com. http://www.wmcactionnews5.com/story/32213027/legendary-record-producer-chips-moman-dies-at-the-age-of-79. Läst 14 juni 2016.
183. ↑  ”Hiphopstjärna död - blev 46 år gammal”. Aftonbladet. 18 juni 2016. https://www.aftonbladet.se/nojesbladet/a/0Ebga2/hiphopstjarna-dod--blev-46-ar-gammal. Läst 26 mars 2023.
184. ↑  ”"The Voice"-stjärna skjuten till döds”. SVT Nyheter. 19 juni 2016. https://www.svt.se/kultur/musik/the-voice-stjarna-skjuten-till-dods. Läst 26 mars 2023.
185. ↑  NRK: Sverre Kjelsberg er død (norska)
186. ↑  http://lso.co.uk/more/news/561-obituary-harry-rabinowitz-1916-2016.html
187. ↑  ”Bernie Worrell är död”. Svenska Dagbladet. 25 juni 2016. https://www.svd.se/a/V61Ll/bernie-worrell-ar-dod. Läst 26 mars 2023.
188. ↑  ”Elvis gitarrist Scotty Moore är död”. SVT Nyheter. 29 juni 2016. https://www.svt.se/kultur/musik/elvis-gitarrist-scotty-moore-ar-dod. Läst 26 mars 2023.
189. ↑  ”Hiphop-artisten Rastegar är död”. Aftonbladet. http://www.aftonbladet.se/nojesbladet/article23139655.ab. Läst 8 juli 2016.
190. ↑  ”Leif Nylén är död - DN.SE” (på svenska). 11 juli 2016. http://www.dn.se/kultur-noje/leif-nylen-ar-dod/. Läst 11 juli 2016.
191. ↑  ”Punkpionjären Alan Vega har dött”. SVT Nyheter. 18 juli 2016. https://www.svt.se/kultur/musik/punkpionjaren-alan-vega-har-dott. Läst 26 mars 2023.
192. ↑  ”Gitarrist i danska 90-talsbandet död”. Aftonbladet. 7 april 2019. https://www.aftonbladet.se/nojesbladet/a/AdrndM/gitarrist-i-danska-90-talsbandet-dod--blev-50-ar-gammal. Läst 26 mars 2023.
193. ↑  ”Musikproducenten Sandy Pearlman död”. Expressen. 27 juli 2016. https://www.expressen.se/noje/musikproducenten-sandy-pearlman-dod/. Läst 23 mars 2023.
194. ↑  ”Tongivande kompositör död”. SVT Nyheter. 28 juli 2016. https://www.svt.se/kultur/musik/finsk-ikonkompositor-dod. Läst 26 mars 2023.
195. ↑  http://www.hollywoodreporter.com/news/gloria-dehaven-dead-actress-singer-908539
196. ↑  ”Dean Martins son död”. Svenska Dagbladet. 7 augusti 2016. https://www.svd.se/a/0WEmA/dean-martins-son-dod. Läst 26 mars 2023.
197. ↑  ”Nine Inch Nails-medlem död”. Dagens Nyheter. 18 augusti 2016. https://www.dn.se/kultur-noje/nine-inch-nails-medlem-dod/. Läst 26 mars 2023.
198. ↑  ”Gitarristen Matt Roberts hittad död i hotellkorridor”. Göteborgs Posten. 21 augusti 2016. https://www.gp.se/kultur/gitarristen-matt-roberts-hittad-död-i-hotellkorridor-1.3716118. Läst 26 mars 2023.
199. ↑  ”Tom Searle, gitarrist i Architects, har dött”. Expressen. 22 augusti 2016. https://www.expressen.se/noje/tom-searle-gitarrist-i-architects-har-dott/. Läst 26 mars 2023.
200. ↑  Expressen 2016-08-22 Läst 2016-08-22.
201. ↑  ”Sångaren Juan Gabriel är död”. Svenska Dagbladet. 29 augusti 2016. https://www.svd.se/a/GnxEB/sangaren-juan-gabriel-ar-dod. Läst 26 mars 2023.
202. ↑  ”Fred Hellerman i The Weavers är död”. Dagens Nyheter. 6 september 2016. https://www.dn.se/arkiv/kultur/fred-hellerman-i-the-weavers-ar-dod/. Läst 27 mars 2023.
203. ↑  ”NWA:s manager död efter hjärtattack”. Svenska Dagbladet. 4 september 2016. https://www.svd.se/a/dPJBX/nwas-manager-dod-efter-hjartattack. Läst 27 mars 2023.
204. ↑  ”Ska-ikonen Prince Buster död”. Sydsvenskan. 8 september 2016. https://www.sydsvenskan.se/2016-09-08/ska-ikonen-prince-buster-dod. Läst 27 mars 2023.
205. ↑  ”Rapparen Shawty Lo död - blev 40”. Aftonbladet. 21 september 2016. https://www.aftonbladet.se/nojesbladet/a/bKeP0B/rapparen-shawty-lo-dod--blev-40. Läst 27 mars 2023.
206. ↑  ”Känd zydeco-musiker död”. Svenska Dagbladet. 24 september 2016. https://www.svd.se/a/zP06q/kand-zydeco-musiker-dod. Läst 27 mars 2023.
207. ↑  ”Countrystjärnan och pionjären Jean Shepard är död”. Sveriges Radio. 26 september 2016. https://sverigesradio.se/artikel/6524561. Läst 27 mars 2023.
208. ↑  ”Sångerskan och professorn Märta Schéle har avlidit”. Sveriges Radio. 28 september 2016. https://sverigesradio.se/artikel/6527794. Läst 27 mars 2023.
209. ↑  Leading British conductor Sir Neville Marriner dies at 92
210. ↑  ”Robert "Big Sonny" Edwards har dött”. Expressen. 19 oktober 2016. https://www.expressen.se/noje/robert-big-sonny-edwards-har-dott/. Läst 28 mars 2023.
211. ↑  ”Brittiske sångaren Pete Burns död”. SVT Nyheter. 24 oktober 2016. https://www.svt.se/kultur/musik/brittiske-sangaren-pete-burns-dod. Läst 28 mars 2023.
212. ↑  ”60-talsstjärnan Bobby Vee död”. Svenska Dagbladet. 24 oktober 2016. https://www.svd.se/a/brkeA/60-talsstjarnan-bobby-vee-dod. Läst 28 mars 2023.
213. ↑  ”Curly Putman är död”. SVT Nyheter. 31 oktober 2016. https://www.svt.se/kultur/curly-putman-ar-dod. Läst 28 mars 2023.
214. ↑  ”Leonard Cohen död”. Helsingborgs Dagblad. 11 november 2016. http://www.hd.se/2016-11-11/leonard-cohen-dod. Läst 11 november 2016.
215. ↑  ”Esma Redzepova är död”. SVT Nyheter. 12 december 2016. https://www.svt.se/kultur/musik/esma-redzepova-ar-dod. Läst 28 mars 2023.
216. ↑  ”Författaren och musikern Jacques Werup är död”. Svenska Dagbladet. 12 november 2016. https://www.svd.se/a/Mr2XB/forfattaren-och-musikern-jacques-werup-ar-dod. Läst 28 mars 2023.
217. ↑  ”USA-musikern Leon Russell är död”. Aftonbladet. 13 november 2016. https://www.aftonbladet.se/nojesbladet/musik/a/kaeloA/usa-musikern-leon-russell-ar-dod. Läst 28 mars 2023.
218. ↑  ”Jazzikonen Mose Allison död”. SVT Nyheter. 16 november 2016. https://www.svt.se/kultur/musik/jazzikonen-mose-allison-dod. Läst 28 mars 2023.
219. ↑  ”Sharon Jones död i cancer”. Dagens Nyheter. 19 november 2016. https://www.dn.se/kultur-noje/sharon-jones-dod-i-cancer/. Läst 28 mars 2023.
220. ↑  ”Musikpionjären Pauline Oliveros död”. Sveriges Radio. 28 november 2016. https://sverigesradio.se/artikel/6573686. Läst 28 mars 2023.
221. ↑  ”Musikern Greg Lake död”. Dagens Nyheter. 8 december 2016. https://www.dn.se/kultur-noje/musik/musikern-greg-lake-dod/. Läst 28 mars 2023.
222. ↑  ”Alla ombord omkom i flygkrasch”. Aftonbladet. 7 december 2016. https://www.aftonbladet.se/senastenytt/ttnyheter/utrikes/a/e1elWO/alla-ombord-omkom-i-flygkrasch. Läst 28 mars 2023.
223. ↑  ”Blueslegenden Sven Zetterberg har gått bort”. Aftonbladet. 22 december 2016. http://www.aftonbladet.se/nojesbladet/a/91avp/blueslegenden-sven-zetterberg-har-gatt-bort. Läst 22 december 2016.
224. ↑  ”Status Quo-gitarristen Rick Parfitt är död”. Omni. 24 december 2016. https://omni.se/status-quo-gitarristen-rick-parfitt-ar-dod/a/v2RwX. Läst 28 mars 2023.
225. ↑  ”Sångaren George Michael död av hjärtfel – blev 53 år”. Svenska Dagbladet. 26 december 2016. https://www.svd.se/a/PJbQR/sangaren-george-michael-dod-av-hjartfel-blev-53-ar. Läst 28 mars 2023.